# Клуб 7 вершин
Клуб 7 вершин — неформальное объединение альпинистов, совершивших восхождения на высочайшие вершины шести континентов. Идея покорить все высочайшие вершины различных континентов Земли возникла в 1981 г. и с тех пор стала пользоваться популярностью.
Однако в определении того, что считать высшей точкой континента Австралия, есть разногласия. Если не учитывать другие вершины, кроме тех, которые расположены на континенте Австралии, то седьмой вершиной должен быть невысокий пик Косцюшко (2228 м) — высшая точка Австралии. Однако, если учитывать всю Австралию и Океанию, то высшей точкой следует признать Пирамиду Карстенса (Джая) — вершину высотой 4884 м, расположенную на острове Новая Гвинея.
Поэтому на сегодняшний день существуют два варианта программы семи вершин: Программа с пиком Косцюшко и Программа с Пирамидой Карстенса. Основным вариантом программы 7 вершин признаётся вариант с Пирамидой Карстенса.
В настоящее время всё больше людей из разных стран мира стремятся взойти на высочайшие вершины всех континентов Земли. Статистика покорителей всех семи вершин по обеим версиям ведётся на сайте The 7 summits Архивная копия от 3 марта 2016 на Wayback Machine.

## История
В 1956 году американец Уильям Хакетт (1918—1999) покорил вершины пяти частей света — Денали (1947), Аконкагуа (1949), Килиманджаро (1950), Косцюшко (1956) и Монблан (1956). В то время Монблан считался высочайшей вершиной Европы. Хакетт попытался покорить пик Винсон одноимённого массива в Антарктиде и получил разрешение на восхождение на Эверест, но из-за ряда обстоятельств (обморожение, нехватка средств) этого так и не произошло.
В 1970 году японский альпинист и любитель приключений Наоми Уэмура стал первым, у кого среди пяти покорённых вершин оказался и Эверест. Он покорил Монблан (1966), Килиманджаро (1966), Аконгауа (1968), Эверест (1970, в одиночку) и Денали (1970, в одиночку). В 1978 году после одиночной экспедиции на Северный полюс он запланировал покорить гору Винсон и в рамках подготовки к этой экспедиции он совершил одиночное восхождение на Денали в 1984 году, однако на обратном пути пропал без вести после снежной бури.
В 1978 году итальянский альпинист Райнхольд Месснер первым покорил шесть из Семи вершин — Джая (1971), Аконкагуа (1974), Маккинли (1976, ныне Денали), Килиманджаро (1978) и Эверест (1978). В его списке высочайшей вершиной Австралии считалась гора Джая на острове Папуа-Новая Гвинея, но в 1983 году он покорил Косцюшко, чтобы соответствовать всем требованиям покорителя высочайших точек Земли, а в том же году поднялся на Эльбрус и назвал его высочайшей точкой Европы, что быстро приняли среди большинства альпинистов. После покорения Винсона в 1986 году он стал пятым человеком, выполнившим программу Семи вершин.
В 1985 году Ричард Басс, альпинист-любитель, стал первым, кто выполнил программу Семи вершин. За один 1983 год он поднялся на шесть вершин — Аконкагуа, Денали, Килиманджаро, Эльбрус, Винсон и Косцюшко — вместе со своим другом Фрэнком Уэлссом, которым помогали горные проводники. С 1983 года Басс и Уэллс пытались покорить Эверест, и 30 апреля 1985 года Басс сделал это без Уэллса с помощью альпиниста Дэвида Бриширза. Басс написал книгу «Семь вершин», в которой рассказал о своём опыте. В 1985 году подвиг Басса повторил Джерри Роуч, став вторым покорителем Семи вершин.
В 1986 году канадский альпинист Патрик Морроу стал первым покорителем Семи вершин из списка Месснера (версии Карстенса): он покорил Денали (1977), Аконкагуа (1981), Эверест (1982), Килиманджаро (1983), Косцюшко (1983), Винсон, Эльбрус (оба в 1985) и Джая (пирамида Карстенса), причём последнюю вершину он покорил 7 мая 1986 года. Морроу стал также первым, кто покорил Семь вершин из списков, составленных и Бассом, и Месснером. В 1990 году Роб Холл и Гэри Болл первыми завершили программу Семи вершин за семь месяцев, начав восхождение на Эверест 10 мая 1990 года и завершив программу покорением Винсона 12 декабря 1990 года, за несколько часов до наступления ровно семи месяцев.
В 1992 году японка Дзюнко Табэй стала первой женщиной, выполнившей программу Семи вершин. Первой американкой среди членов Клуба 7 вершин стала Мэри (Долли) Лефевр, покорившая Косцюшко 11 марта 1993 — чуть раньше она в возрасте 47 лет стала самой возрастной женщиной, покорившей Эверест. В январе 1996 года Крис Хэйвер первым из американцев покорил все семь вершин на лыжах. Ясуко Намба стала второй японкой, покорившей все Семь вершин, но погибла при спуске во время снежной бури на Эвересте в мае 1996 года.
По состоянию на 24 декабря 2011 года назывались 118 человек, которые покорили Семь вершин с учётом обеих программ — Басса и Месснера; 231 человек выполнил программу Месснера, 234 человека выполнили программу Басса. Итого среди покорителей Семи вершин, выполнивших хотя бы одну программу, оказалось 348 человек.

## Статистика восхождений
Регистрация покорения Семи вершин зависит от списка, где могут быть Пирамида Карстенса, также известная как Джая (список Ричарда Басса), или Косцюшко (список Райнхольда Месснера). По некоторым мнениям, в число покорённых вершин должна входить и гора Монблан.
По данным сайта «The 7 summits», на котором ведётся статистика восхождений, 416 альпинистов, в том числе 71 женщинa, по состоянию на август 2016 года покорили все 7 вершин хотя бы по одному варианту (либо по варианту с Карстенсом, либо по варианту с Косцюшко) и 148 альпинистов выполнили оба варианта программы 7 вершин; самому молодому из альпинистов на момент последнего восхождения в программе было 15 лет и 165 дней, самому старому — 76 лет.

## Рекорды
В 2000 году программу Семи вершин выполнил хорват Стипе Божич. В 2002 году Сьюзан и Фил Эршлеры первыми из семейных пар выполнили программу Семи вершин. Райнхольд Месснер также стал первым из альпинистов, покорившим Семь вершин без использования дополнительных кислородных баллонов на Эвересте; вторым считается Мирослав Чабан (в 2005 году закончил на Карстенсе); аналогичное достижение установил Эд Вистурс. В 2002—2007 годах австриец Кристиан Штангль выполнил программу Семи вершин по списку Месснера без дополнительных баллонов с кислородом, в одиночку и с рекордом времени подъёма в виде 58 часов 45 минут.
17 мая 2006 года Рис Джонс стал самым юным альпинистом, покорившим Семь вершин по списку Басса (ему было 20 полных лет). В мае 2007 года самой юной покорительницей семи вершин стала Саманта Ларсон, которой было 18 лет и 220 дней на момент завершения программы, и этот рекорд не побит до сих пор. В возрасте 17 лет и 161 дня Джонни Стрейндж также завершил выполнение программы. 26 мая 2011 года в 6:45 по непальскому времени Джорди Стюарт стал самым юным британцем, покорившим Семь вершин (22 года и 21 день). В 2009—2010 годах индианка Крушна Патил предприняла попытку стать рекордсменкой среди женщин по скорости выполнения программы, но в мае 2009 года её поход значительно замедлился после того, как во время покорения Денали заболел её проводник. Позже рекорд самого юного покорителя Семи вершин поставил Джордж Аткинсон, которому было 16 лет и 362 дня. 24 декабря того же года и этот рекорд был перебит американцем Джорданом Ромеро, который покорил Винсон и завершил программу Семи вершин в возрасте 15 лет, 5 месяцев и 12 дней.
В октябре 2006 года Кит Делорье стал первым человеком, который спустился на лыжах (частично) со всех Семи вершин по списку Басса. Спустя три месяца в январе 2007 года шведы Улоф Сундстрём и Мартин Летцер выполнили программу Семи вершин, проехав на лыжах несколько участков пирамиды Карстенса при спуске и став первыми и единственными людьми, которые покорили вершины из обоих списков на лыжах.
Индийский альпинист Малли Мастан Бабу назывался в прессе как обладатель рекорда по времени покорения всех вершин, занесённого в книгу Гиннесса: он затратил всего 172 дня в 2006 году на подъём на все Семь вершин. Мировой рекорд по выполнению программ Месснера и Басса составил 136 дней — его установил в 2008 году датчанин Хенрик Кристиансен. Он покорил вершины в следующем порядке:
21 января — Винсон
6 февраля — Аконкагуа
13 февраля — Косцюшко
1 марта — Килиманджаро
14 марта — Пирамида Карстенса
8 мая — Эльбрус
25 мая — Эверест
5 июня — Денали.
В среднем он затратил 22 дня на покорение каждой вершины, хотя обычные экспедиции на одну вершину длятся по два месяца, поскольку участники проходят акклиматизацию. Он опередил Иана Маккивера на 20 дней.
Рекорд был перебит Верноном Техасом и составил 134 дня: 18 января 2010 года Техас начал восхождение на Винсон, а 31 мая поднялся на Денали. Это был девятый случай, когда он выполнял программу Семи вершин по списку Басса. В январе 2010 года испанец Карлос Сория Фонтан в возрасте 71 года выполнил программу Семи вершин по списку Месснера, поднявшись на Килиманджаро: первое его восхождение состоялось в 1968 году. 23 мая 2010 года А. К. Шерпа поднялся на Эверест, совершив покорение Семи вершин по списку Басса и выполнив его за рекордные 42 дня. При подъёме на Килиманджаро он затратил 16 часов 37 минут, побив рекорд в 18 часов.
В 2013 году Ванесса О’Брайан из женщин быстрее всех покорила все Семь вершин, затратив 10 месяцев на это. Первый альпинист-представитель нетрадиционной сексуальной ориентации, покоривший Семь вершин — Кейсон Крэйн. 21 ноября 2013 года уроженец ЮАР, переехавший в Канаду Вернер Бергер, в возрасте 76 лет и 129 дней стал самым возрастным покорителем Семи вершин, завершив шестидневное восхождение на пирамиду Карстенса. В 2013 году Черил Барт и её дочь Никки стали первой командой «мать и дочь», которые покорили Семь вершин.
16 декабря 2014 года в мире появились первые близнецы-покорители Семи вершин. Ими стали сёстры Таши и Нунгши Малик. Колин О’Брэди с 17 января по 27 мая 2016 года покорил все семь вершин, начав от Винсона и закончив Денали — его достижение в 131 день стало ещё одним рекордом.
Самым юным покорителем классических Семи вершин и Вулканических Семи вершин стал австралиец Дэниел Булл, который добился этого в 2017 году в возрасте 35 лет и стал заодно первым австралийцем, который это сделал.
6 января 2018 года Крис Бомбардье, больной гемофилией, стал первым человеком с таким заболеванием, который покорил Семь вершин по списку Месснера — в тот день он поднялся на Винсон.

## Критика

### Негативная
Писатель Джон Кракауэр в 1997 году в книге «В разрежённом воздухе» назвал вполне реализуемым по сравнению с Семи вершинами и более серьёзным проектом «Вторые семь вершин» — покорение вторых по высоте пиков на континентах. Проект не рассматривался серьёзно до января 2013 года, поскольку вершины Азии (в том числе К2 высотой 8611 м) требуют для покорения большего мастерства, чем Эверест, а факторы высоты (плотность атмосферы, ветра и холод) не меняются. Считается, что некоторые из покорителей Семи вершин прекрасно осведомлены о том, что предстоит пережить участникам покорения Вторых семи вершин. В 2000 году в предисловии к книге «Семь вершин» Морроу сказал, что единственной причиной, по которой Райнхольд Месснер не покорил все семь вершин, стал тот факт, что он слишком увлёкся восьмитысячниками

### Позитивная
Билл Аллен, дважды выполнивший программу Семи вершин, сказал, что это восхождение никогда не перестанет быть актуальным. Все восьмитысячники находятся в Восточной Азии: Непал, Китай, Индия и Пакистан находятся в одном узком регионе, и многие восхождения бывают опасны и порой заканчиваются смертями тех, кто почти покорил все 14 восьмитысячников. Ещё одной проблемой считается, что хотя есть 14 основных восьмитысячников, есть и суб-пики высотой более 8 тысяч метров, вследствие чего в 2013 году власти планировали признать эти дополнительные вершины также официально восьмитысячниками.